# Физикъл Ревю
„Физикъл Ревю“ (приета абревиатура Phys. Rev.) – американско научно списание, публикуващо аспекти на теоретичните и експериментални изследвания в областта на физиката. Издава се от Американското Физическо Общество (APS) от 1913 г.

## История
„Физикъл Ревю“ започва да се публикува през юли 1893 г. благодарение на професора от Университетът Корнел Едуард Никълс с активното съдействие на тогавашния президент на университета. Списанието остава под егидата на Корнел от 1893 до 1913 г. като 33 издания от това време излизат под името Physical Review Series I.
От 1913 г. списанието започва да се издава от APS, създаден през 1899 г., под името Physical Review Series II. Списанието се редактира в Корнел от 1913 до 1926 г., след което се премества в Университета на Минесота. През 1929 г. APS започва издаването на списание Reviews of Modern Physics, в което се публикуват дълги обзорни статии.
По време на Голямата депресия за авторите, които не са могли да заплатят вноски за публикуване на статиите си, анонимно плащал състоятелният учен Алфред Лумис.

## Списания
| Списание                                                    | Абревиатура           | Импакт фактор (2009) | Публикуване | Област                                                                              |
| ----------------------------------------------------------- | --------------------- | -------------------- | ----------- | ----------------------------------------------------------------------------------- |
| Physical Review Series I                                    | Phys. Rev.            |                      | 1893 – 1912 | Цялата физика                                                                       |
| Physical Review Series II                                   | Phys. Rev.            |                      | 1913 – 1969 | Цялата физика                                                                       |
| Physical Review Letters                                     | Phys. Rev. Lett., PRL | 7,328                | От 1958     | Най-важните изследования от всички области на физиката                              |
| Physical Review A                                           | Phys. Rev. A          | 2,866                | От 1970     | Атомна, молекулна и оптическа физика                                                |
| Physical Review B                                           | Phys. Rev. B          | 3,475                | От 1970     | Физика на кондензированото състояния и материалознание                              |
| Physical Review C                                           | Phys. Rev. C          | 3,477                | От 1970     | Ядрена физика                                                                       |
| Physical Review D                                           | Phys. Rev. D          | 4.922                | От 1970     | Физика на елементарните частици, квантова теория на полето, гравитация и космология |
| Physical Review E                                           | Phys. Rev. E          | 2,400                | От 1993     | Статистическа, нелинейна физика                                                     |
| Physical Review Focus                                       | Phys. Rev. Focus      |                      | От 1998     | Избрани статии от Physical Review                                                   |
| Physical Review Special Topics — Accelerators and Beams     | Phys. Rev. ST AB      | 1,630                | От 1998     | Ускорители на частици                                                               |
| Physical Review Special Topics — Physics Education Research | Phys. Rev. ST PER     | 1,237                | От 2005     | Физика и образование                                                                |
| Physics                                                     |                       |                      | От 2008     | Цялата физика                                                                       |